# Сірко Василь Петрович
Васи́ль Петро́вич Сірко́ (нар. 5 березня 1899, Кінашів, Королівство Галичини та Володимирії, Цислейтанія, Австро-Угорщина — пом. 3 листопада 1937, Сандармох, КАРСР, РРФСР, СРСР) — український комуністичний діяч у Західній Україні, член Комуністичної партії Західної України і один з її співзасновників у лютому 1919 року. Жертва сталінських репресій.

## Життєпис

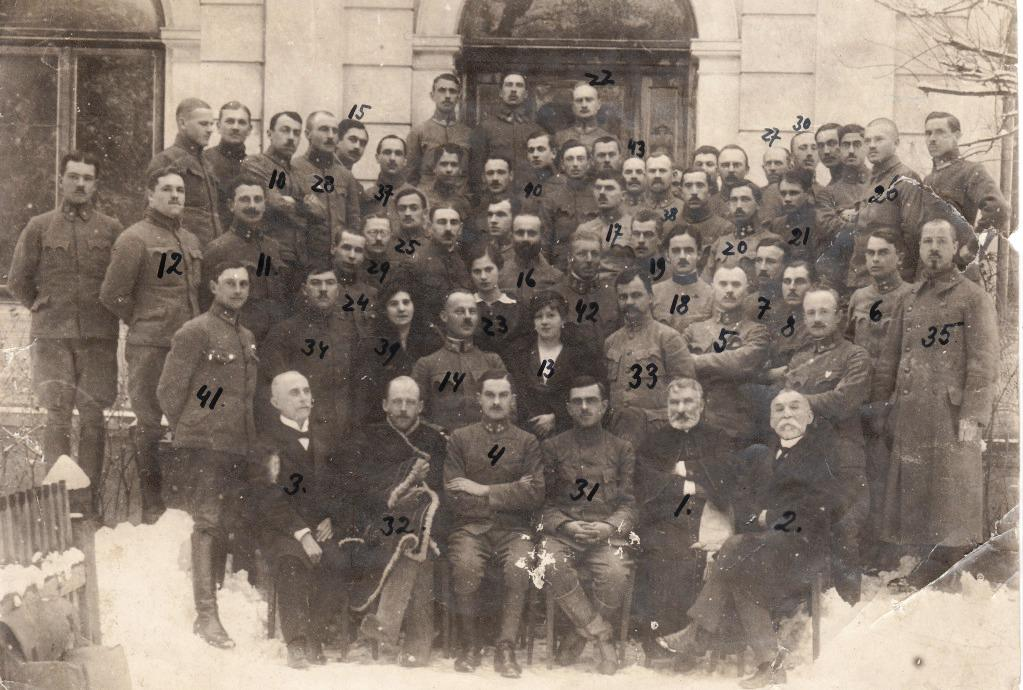
Діячі ЗУНР у Золочівському повіті, 1919 рік. Василь Сірко позначений на фото цифрою 26.

Народився 1899 року в сім'ї незаможного селянина в селі Кінашів. Доводився дядьком в майбутньому іншому радянському діячу, Івану Миколайовичу Сірко.
Під час Першої світової війни, перебуваючи у лавах армії Австро-Угорщини, восени 1916 року потрапив у російський полон. У грудні наступного року вступив до РСДРП(б) і секції іноземних комуністів при Самарській організації РСДРП(б).
З 1919 року перебував на нелегальній партійній роботі в Західно-Українській Народній Республіці, був одним з організаторів комуністичного підпілля в Станіславові (нині — місто Івано-Франківськ), а у лютому 1919 року — першої нелегальної крайової конференції комуністичних організацій і груп Східної Галичини, на якій була заснована КПСГ, у 1923 році перейменованої на Комуністичну партію Західної України.
Протягом 1919—1920 років служив в Українській Галицькій армії, потім у ЧУГА і РСЧА. У 1920 році обійняв посаду голови Теребовлянського повітового революційного комітету на Галичині. Згодом отримав посаду викладача Другої Київської школи червоних старшин, яку займав до 1921 року. З квітня того ж року — уповноважений Галицького бюро Центрального комітету КП(б)У, пізніше працював у Київському губернському комітеті КП(б)У.
У 1923—1924 роках перебував на посаді заступника голови Київського губернського суду, згодом у Київському окрузі — протягом 1926—1927 років відповідальний секретар Миронівського райкому КП(б)У. У 1927—1928 роках — секретар Закордонного бюро допомоги Комуністичній партії Західної України при ЦК КП(б)У, член Політбюро КПЗУ.
Протягом 1928—1929 роках — прокурор Сталінського округу (нині — Донецька область), згодом, протягом 1929—1930 років, відповідальний секретар Макіївського міського комітету КП(б)У. Пізніше переведений на партійну роботу в ЦК КП(б)У, з 1932 року обіймав посаду завідувача Агітаційно-масового відділу ЦК КП(б)У.
У 1932—1933 роках працював секретарем Криворізького міського комітету КП(б)У, був членом бюро Дніпропетровського обкому партії. Репресивну політику Радянського Союзу, що спричинила Голодомор в Україні 1932—1933 років, Сірко не схвалював, зазначаючи: «...на Украине такое положение, что хоть брось партийный билет».
Заарештований 17 травня 1933 року у сфабрикованій справі Української військової організації. Судовою трійкою при колегії НКВС УРСР 10 листопада 1933 року засуджений за статтею 54-11 кримінального кодексу УРСР до 10 років виправно-трудових таборів.
Покарання відбував у Соловецькому таборі особливого призначення. Постановою окремої трійки управління НКВС СРСР по Ленінградській області від 9 жовтня 1937 року засуджений до смертної кари. Згодом вивезений з островів з великим етапом в'язнів Соловецької тюрми, 3 листопада 1937 року страчений в урочищі Сандармох, що розташовано поблизу Повенецької затоки Онезького озера. 
Реабілітований посмертно 21 жовтня 1960 року.